# Pomnik Szarych Szeregów we Włocławku
Pomnik Szarych Szeregów – znajdujący się na terenie klasztoru franciszkanów we Włocławku pomnik poświęcony członkom Szarych Szeregów poległym w czasie drugiej wojny światowej.

## Tło historyczne
Do 1978 na terenie Włocławka nie istniały żadne upamiętnienia poświęcone członkom niekomunistycznego ruchu oporu, co wiązało się z faktem budowania przez władze miejskie mitu tzw. "Czerwonego Włocławka". Dopiero w 1978 na terenie klasztoru franciszkanów odsłonięto tablicę poświęconą członkom organizacji harcerskich działających na terenie Włocławka w czasie drugiej wojny światowej – Włocławskiej Drużyny Harcerskiej, Harcerskiego Pogotowia Wojennego im. Romualda Traugutta oraz Szarych Szeregów. Inicjatorami budowy byli instruktorzy Związku Harcerstwa Polskiego.

## Tablica z 1978

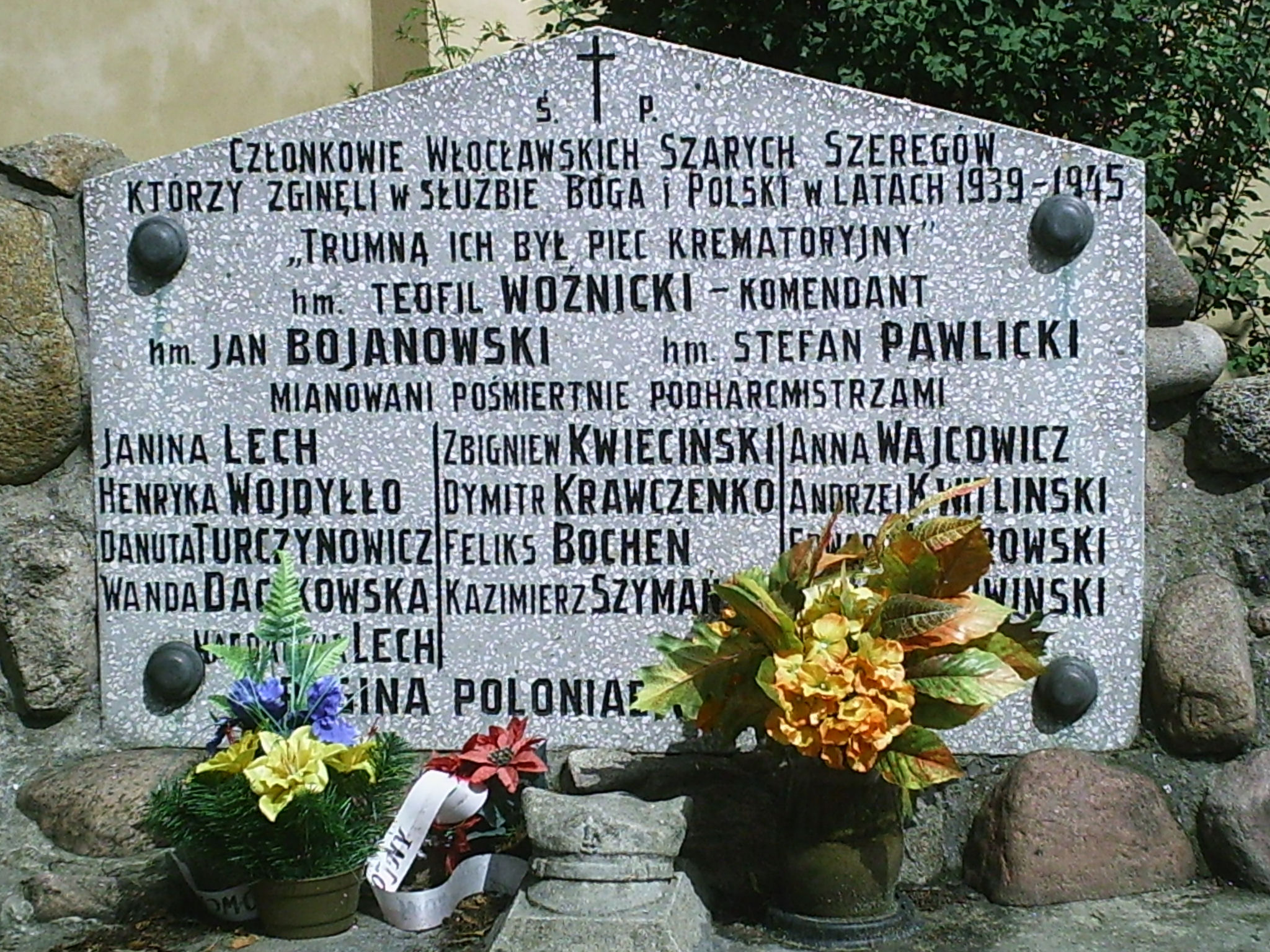

Tablicę odsłonięto 1 września 1978. Znalazła się na niej następująca inskrypcja: "Członkowie włocławskich Szarych Szeregów, którzy zginęli w służbie Boga i Polski w latach 1939-1945. "Trumną ich był piec krematoryjny" oraz nazwiska poległych: hm. Teofil Woźnicki – komendant, hm. Jan Bojanowski, hm. Stefan Pawlicki. Mianowani pośmiertnie podharcmistrzami: Janina Lech, Henryka Wojdyłło, Danuta Turczynowicz, Wanda Daczkowska, Magdalena Lech, Zbigniew Kwieciński, Dymitr Krawczenko, Feliks Bocheń, Kazimierz Szymański, Anna Wajcowicz, Andrzej Kwitliński, Edward Koprowski, Eugeniusz Śliwiński, Hernyk Humięcki. Pod listą nazwisk znalazła się łacińska sentencja "Regina Polonia Ora pro Eis" ("Królowo Polski módl się za nimi").

## Pomnik
W 1991 z inicjatywy Włodzimierza Kułaczkowskiego, jednego z twórców tablicy, postanowiono wznieść w jej miejscu pomnik. Jego projekt wykonał harcmistrz Jerzy Pawłowski. W budowie pomnika aktywnie uczestniczyli harcerze oraz członkowie ich rodzin. Jego uroczyste odsłonięcie miało miejsce 26 maja 1991. Stojąca w tym miejscu wcześniej tablica stała się integralną częścią nowego pomnika.

## Wygląd
Centralną częścią pomnika jest ściana z licznymi płaskorzeźbami. Po jej lewej stronie znajduje się godło Polski oraz lilijka – symbol harcerstwa. Obok nich od spodu ku górze biegną wyciągnięte dłonie, w których górna trzyma krzyż. Pod nimi znajduje się napis "Pomnik Szarych Szeregów. Jerzy Pawłowski 1991." W centrum znajduje się nisza w kształcie ludzkiej sylwetki, wypełniona kośćmi. Po prawej stronie umieszczono płaskorzeźby przedstawiające harcerkę i harcerza. W prawym górnym rogu znajduje się Krzyż harcerski, a pod nim napis. Na prawo od tablicy znajduje się symboliczna barykada wzniesiona z kamieni polnych, w którą wkomponowano tablicę z 1978.